# Stade de Kadriorg
Le stade de Kadriorg (en estonien : Kadrioru staadion) est un stade omnisports situé dans le quartier de Kadriorg  à Tallinn en Estonie.

## Présentation
Le stade est inauguré en 1926.
Pendant le régime soviétique, le nom du stade était stade Dynamo. C'est le principal stade d'athlétisme d'Estonie.
Il sert surtout pour le football et pour le club estonien FC Levadia Tallinn. Il comporte 5 000 places et a été construit en 1926. Il se situe à environ 2 km à l'est de la capitale dans le sous-district de Kadriorg près du palais de Kadriorg d'où son nom. Son adresse est Roheline aas 24, 10150 Tallinn.
Avant la construction en 2001 de A. Le Coq Arena, le stade de Kadriorg était également le stade de l'équipe nationale de football.